# Саут-Гемпстед (Нью-Йорк)
Саут-Гемпстед (англ. South Hempstead) — переписна місцевість (CDP) в США, в окрузі Нассау штату Нью-Йорк. Населення — 3406 осіб (2020).

## Географія
Саут-Гемпстед розташований за координатами 40°40′53″ пн. ш. 73°37′24″ зх. д. / 40.68139° пн. ш. 73.62333° зх. д. (40.681341, -73.623335).  За даними Бюро перепису населення США в 2010 році переписна місцевість мала площу 1,50 км², уся площа — суходіл.

## Демографія
Згідно з переписом 2010 року, у переписній місцевості мешкали 3243 особи в 1047 домогосподарствах у складі 847 родин. Густота населення становила 2165 осіб/км².  Було 1076 помешкань (718/км²).
Расовий склад населення:
| - 73,0 % — білих - 14,0 % — чорних або афроамериканців - 2,4 % — азіатів - 0,3 % — корінних американців - 8,0 % — осіб інших рас |

До двох чи більше рас належало 2,2 %. Частка іспаномовних становила 18,5 % від усіх жителів.
За віковим діапазоном населення розподілялося таким чином: 23,9 % — особи молодші 18 років, 63,2 % — особи у віці 18—64 років, 12,9 % — особи у віці 65 років та старші. Медіана віку мешканця становила 39,9 року. На 100 осіб жіночої статі у переписній місцевості припадало 93,3 чоловіків;  на 100 жінок у віці від 18 років та старших — 90,7 чоловіків також старших 18 років.
Середній дохід на одне домашнє господарство  становив 123 972 долари США (медіана — 112 250), а середній дохід на одну сім'ю — 139 007 доларів (медіана — 131 167). Медіана доходів становила 65 875 доларів для чоловіків та 71 125 доларів для жінок. За межею бідності перебувало 2,4 % осіб, у тому числі 1,0 % дітей у віці до 18 років та 1,1 % осіб у віці 65 років та старших.
Цивільне працевлаштоване населення становило 1624 особи. Основні галузі зайнятості: освіта, охорона здоров'я та соціальна допомога — 29,4 %, фінанси, страхування та нерухомість — 14,1 %, науковці, спеціалісти, менеджери — 13,0 %.